# First Day of My Life
"First Day of My Life" é uma canção da banda finlandesa The Rasmus, originalmente lançada no quinto álbum de estúdio da banda Dead Letters. Foi lançada em 13 de outubro de 2003 pela Playground Music como terceiro single do álbum.
A canção se tornou um dos hit singles do álbum Dead Letters, e atingiu boas posições em muitas paradas musicais. Na Finlândia atingiu a #4 posição nesse mesmo ano.

## Videoclipe
O videoclipe da canção "First Day of My Life" foi filmado em um circuito oval na Alemanha no mesmo ano. Foi dirigido por Sven Bollinger e produzido por Volker Steinmetz (Erste Liebe Filmproduktion) em Lausitzring. Como se situava em água, em muitas cenas do vídeo, muitos dos seus instrumentos foram quebrados.

## Faixas
Versão original (2003)
1. "First Day of My Life" - 3:44
2. The "First Day of My Life" (vídeo)

Edição Reino Unido (2004)
1. "First Day of My Life" - 3:44
2. "Guilty" [ao vivo] - 2:53
3. "Since You've Been Gone" - 3:05
4. The "First Day of My Life" (vídeo)

## Gráficos
| Ano  | Single               | Gráfico       | Melhor posição |
| ---- | -------------------- | ------------- | -------------- |
| 2003 | First Day of My Life | Finlândia     | 4              |
| 2003 | First Day of My Life | Suécia        | 31             |
| 2003 | First Day of My Life | Áustria       | 9              |
| 2003 | First Day of My Life | Suíça         | 20             |
| 2003 | First Day of My Life | Países Baixos | 28             |
| 2003 | First Day of My Life | Bélgica       | 31 / 28        |
| 2003 | First Day of My Life | Itália        | 12             |